# حمض الألندرونيك
حمض الألندرونيك, أو صوديوم الألندرونيت يباع على شكل دواء (فوساماكس) من شركة ميرك. هو دواء بيسفوسفونات يستخدم لهشاشة العظام وأمراض عظام أخرى. يباع الدواء وحده أو يضاف عليه فيتامين د (2800 وحدة أو 5600 وحدة) ليصبح باسم (فوساماكس+د). حق ملكية شركة ميرك الأمريكية للدواء انتهى في 2008 وأصبح الدواء حالياً متوفر كمادة فعالة أصلية.

## الحركة الدوائية
كما الحال في معظم أدوية البيسفوسفونات الفعالة، نسبة المادة الفعالة التي تصل إلى جهاز الدوران كما هي (التوافر الحيوي) بعد الجرعة الفموية تكون قليلة، بمعدل 0.6-0.7% فقط في النساء والرجال في حالات الصوم، إضافة إلى أن تعاطي الدواء مع الطعام والشراب –غير المياه- يقلل من توافره الحيوي. الدواء الذي يتم امتصاصه يتجزأ بسرعة حيث يرتبط ما يقارب 50% منه على سطح العظم الظاهر ويتم التخلص من المتبقي من الدواء كما هو عن طريق الكلى. على غير المعتاد بباقي الأدوية، الشحنة السالبة القوية على مجموعتي الفوسفات تحد من التوافر الحيوي الفموي للدواء، وبالتالي التقاء الدواء بالأنسجة الأخرى يكون قليلاً جداً. بعد أن يتم امتصاص الدواء بالعظم، يتم التخلص منه بشكل نهائي بقيمة نصف عمر تقارب عشر سنوات.

## علم الأدوية
الألندرونيت يثبط عملية ارتشاف العظم بواسطة الخلايا هادمات العظم. كما حال باقي البيسفوسفونات، إنه مرتبط كيميائياً بالبايروفوسفات الغير عضوي، المنظم ذاتي النشوء، لتحول العظم. ولكن البايروفوسفات يقوم بتثبيط عملية ارتشاف العظم بواسطة الخلايا هادمات العظم وتثبيط تعدين العظم الجديد المصنع بواسطة الخلايا المكونة للعظام في نفس الوقت، فإن الألندرونيت يثبط عملية ارتشاف العظم بواسطة الخلايا هادمات العظم بشكل خاص، دون أن يكون له أي أثر على التعدين –عند الجرعات الصيدلانية -. تثبيط الألندرونيت لارتشاف العظم يعتمد على الجرعة ويكون أقوى بما يقارب 1000 مرة من أول دواء بيسفوسفونات مساوي له بالموليه تم صنعه – إيتيدرونيت-. عند العلاج، نسيج العظم يتكون بشكل طبيعي، ويتم إيداع الألندرونيت على النسيج الغشائي للعظم بصورة غير فعالة صيدلانياً. للوصول لأفضل نتيجة، يجب الحفاظ على نسب كافية من الكالسيوم وفيتامين «د» في الجسم، لإتاحة نمواً طبيعياً لعظام الجسم. لذلك، يجب تعديل نقص الكالسيوم بالدم قبل البدء بالعلاج.
الايتيدرونيت له نفس الضرر على تثبيط التعدين كما البايروفوسفات، ولكن جميع البيسفوسفونات الفعالة التي تحتوي على مجموعة (N) بما فيها الألندرونيت، ايباندرونيت، زوليدرونيت ليس لها هذا الضرر.

## البيانات السريرية
علاج النساء بعد سن انقطاع الطمث ب (فوساماكس) أدى إلى تسوية ملحوظة بمعدل تحول العظم، وتحسن ملحوظ لكثافة معادن العظم (BMD)للعمود الفقري، الورك، المعصم، وكامل الجسم، وانخفاض ملحوظ في نسبة حدوث كسور في العمود الفقري، المعصم، الورك، وجميع الكسور الغير فقرية. في دراسة «محاولة التدخل بالكسور» للنساء ذوات احتمالية إصابة أعلى للكسور (من لهن تاريخ كسور فقرية مسبق), تبين أنه عند معالجتهن ب (فوساماكس) 5 مغ/اليوم لمدة عامين متبوع ب 10 مغ/اليوم للعام الثالث (بالإضافة إلى الكالسيوم وفيتامين «د») تنخفض نسبة الكسور في العمود الفقري، المعصم، والورك 5% مقارنة بالمريضات الصحيحات اللاتي تناولن أدوية وهمية (بالإضافة إلى الكالسيوم وفيتامين «د»).

## الاستخدامات
- الوقاية من مرض هشاشة العظام عند الإناث وعلاجه.
- علاج مرض هشاشة العظام عند الذكور.
- منع حدوث مرض هشاشة العظام المرتبط باستخدام الكورتيكوستيرويدات مع المكملات مثل الكالسيوم وفيتامين «د».
- مرض بهجت.
- محاولة علاج مرض تكوين العظم الناقص.

## موانع الاستعمال والتحذيرات
- التهابات القناة المعوية الحادة (التهابات المريء، التهابات المعدة، التقرحات).
- ترقق العظام الظاهر سريرياً.
- تشوهات وأعطال المريء (القيود، تعذر الارتخاء).
- عدم القدرة على الوقوف، المشي، أو الجلوس لمدة 30 دقيقة بعد الجرعة الفموية.
- اعتلال الكلى بمعدل تخلص من الكرياتينين أقل من 30 مل/دقيقة.
- فرط الحساسية للألندرونيت أو أي مادة أخرى من مكونات الدواء.
- نقص الكالسيوم في الدم.
- الحمل والرضاع.
- المرضى من من هم أقل من 18 عام حيث أنه لا يوجد بينات سريرية متاحة

## الآثار الجانبية
- القناة المعوية
  - تقرح المريء، قد يحتاج إلى إدخال للمستشفى وعلاج مشدد.. تقرحات الإثني عشري والمعدة قد تحدث أيضاً.
  - سرطان المريء، حيث أن تحليل الميتا أظهر أن العلاج بالفيسفوسفونات لا يرتبط بالضرورة بزيادة فرصة حدوث سرطان المريء.[5][6]
  - بالعموم: حدوث حالات قليلة من الطفح الجلدي، نادرا ما تظهر على هيئة متلازمة ستيفن-جونسون ومرض ((toxic epidermal necrolysis, مشاكل بالعين (التهاب العنبية، التهاب الصلبة), وآلام عامة بالعضلات، والمفاصل، والعظام (نادراً ما تكون حادة).[7] في الفحوصات المخبرية، قد يتم الحصول على قيم كالسيوم وفوسفات منخفضة ولكنها تعكس عمل الدواء دون ضرر.
- مرض موت خلايا عظام الفك (تدهور المفصل الفكي الصدغي) قد يحدث نتيجة استخدام الدواء عند القيام بعلاج أمراض الأسنان. رغم أن هذا العرض قليل الحدوث، فإنه يحدث بشكل أساسي بالمرضى الذين يتلقون علاج البيسفوسفونات عن طريق الوريد،[8] كما أن معظم الحالات تم رصدها في مرضى السرطان.[9][10]
- العظام: تم ربط الألندرونيت عند الاستخدام طويل المدى بكسور الفخذ قليلة التأثير.[11] كما أن الدراسات ارتأت أن مستخدمي الألندرونيت يمتلكون عدد أكبر من الخلايا هادمات العظام وبأحجام كبيرة متعددة الأنوية، ولكن أهمية هذه التغيرات ما زالت غير واضحة.[12] تم ربط (فوساماكس) لنوع نادر من كسور القدم يتكون على شكل جرح قطعي في عظم أعلى الفخذ بعد إصابة بسيطة أو بدون إصابة. Subtrochantric fracture)) [13]

## التداخلات
- الحليب، الغذاء، والأدوية التي تحتوي على كمية كبيرة من الكالسيوم، المغنيسيوم، والألمنيوم (مضادات الحموضة): تقلل من امتصاص الألندرونيت. على الأقل، يجب أن تمر نصف ساعة على تناول الألندرونيت حتى يتم تناول المكمل الغذائي أو الدواء.
- نظائر الفيتامين «د» النشطة أو الفلورايد: لا يوجد بيانات، يجب تجنب مصاحبتهم في العلاج.
- الفائدة المضافة للعلاج ببدائل الهرمونات كالإستروجين والبروجسترون أو الرالوكسيفين عند النساء بعد انقطاع سن الطمث ما زالت تحتاج لتوضيح أكثر، ولكن لا يوجد تداخلات ثابتة، فيكون الجمع بينها ممكناً.
- الرانيتيدين المعطى عن طريق الوريد يزيد من التوافر الحيوي للألندرونيت المعطى عن طريق الفم، لا توجد عواقب سريرية معروفة.
- الجمع بين مضادات الالتهاب اللاستيرويدية والألندرونيت قد يزيد من احتمالية حدوث تقرحات المعدة، حيث أن كليهما لديه القدرة على إحداث تهيج بالغشاء المخاطي أعلى القناة المعوية.

## الجرعة
- الوقاية من هشاشة العظام عند النساء: 5-10 مغ يومياً أو 35-70 مغ أسبوعياً.
- علاج هشاشة العظام عند النساء والرجال: 10 مغ يومياً أو 70 مغ أسبوعياً.
- علاج هشاشة العظام بسبب استخدام الكورتيكوستيرويدات: 5-10 مغ يومياً أو35-70 مغ أسبوعياً للرجال والنساء بعد سن انقطاع الطمث أو اللاتي يتناولن علاجات بدائل الهرمونات. في النساء بعد سن انقطاع الطمث واللاتي لا يتناول علاجات بدائل الهرمونات تكون الجرعة الموصى بها 10 مغ يوميا أو 70 مغ أسبوعيا
- علاج مرض بهجت: 40 مغ يومياً لمدة 6 شهور

خطورة تهيج المريء تعطي انطباعاً عن كيفية تناول الدواء عن طريق الفم. يجب على المريض تناول الدواء في الصباح الباكر مع 8 oz ماء، مع الوقوف، الجلوس، أو المشي، والامتناع عن الطعام لمدة 30-45 دقيقة (يفضل من ساعة لساعتين), ثم تناول وجبة الإفطار. لا يجب تناول أي دواء خلال هذه الفترة. الاستلقاء أو الاتكاء بعد تناول الدواء وقبل تناول الإفطار قد يؤدي إلى ارتداد المريء وتهيجه.

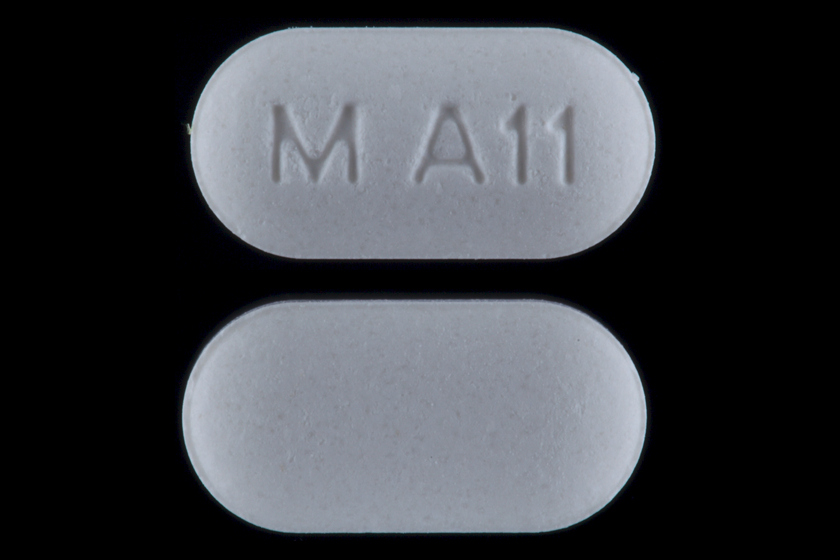
حبوب حمض الألندرونيك 35 مغ (على شكل صوديوم الألندرونيت 45.7)

## أشكال الجرعات
- محلول فوساماكس 70 مغ/75مل.
- حبوب فوساماكس 5 مغ، 10 مغ، 35 مغ، 40 مغ، 70 مغ.